# Lista de bens tombados em Novo Hamburgo
A lista de bens tombados de Novo Hamburgo reúne itens do patrimônio cultural e histórico de Novo Hamburgo. Os atos de tombamento municipal foram realizados pelo Conselho Municipal de Patrimônio Histórico e Cultural (CMPHC), órgão integrante da Secretaria Municipal da Cultura. Os tombamentos estaduais foram realizados pelo Instituto do Patrimônio Histórico e Artístico do Estado do Rio Grande do Sul (IPHAE).
Dentre os patrimônios tombados está o Museu Comunitário Casa Schmitt-Presser tombado pelo IPHAN em 08 de setembro de 1986, no contexto de preservação do patrimônio cultural e histórico brasileiro. O edifício foi construído por volta de 1830 em técnica enxaimel e atualmente conta a história da colonização alemã no município.
| Imagem | Bem                                               | Data de fundação | Coordenadas                  | Tombamento                                                                 | Referência |
| ------ | ------------------------------------------------- | ---------------- | ---------------------------- | -------------------------------------------------------------------------- | ---------- |
|        | 2º Prédio ao lado do Correio                      |                  |                              | bem tombado pelo CMPHC                                                     |            |
|        | Alfaiataria Leyser                                |                  | 29° 40′ 32″ S, 51° 06′ 59″ O | bem tombado pelo CMPHC                                                     |            |
|        | Açougue Lehn                                      |                  | 29° 40′ 25″ S, 51° 06′ 47″ O | bem tombado pelo CMPHC                                                     |            |
|        | Bancas 1 A 8                                      |                  |                              | bem tombado pelo CMPHC                                                     |            |
|        | Banco Brasileiro Alemão                           |                  | 29° 40′ 53″ S, 51° 07′ 35″ O | bem tombado pelo CMPHC                                                     |            |
|        | Bar Maracanã                                      |                  |                              | bem tombado pelo CMPHC                                                     |            |
|        | Biblioteca Infantil                               |                  |                              | bem tombado pelo CMPHC                                                     |            |
|        | Biblioteca Municipal                              |                  | 29° 40′ 51″ S, 51° 07′ 23″ O | bem tombado pelo CMPHC                                                     |            |
|        | Biblioteca Pública                                |                  | 29° 40′ 51″ S, 51° 07′ 24″ O | bem tombado pelo CMPHC                                                     |            |
|        | Café Avenida                                      |                  |                              | bem tombado pelo CMPHC                                                     |            |
|        | Café Germano                                      |                  |                              | bem tombado pelo CMPHC                                                     |            |
|        | Café Paris                                        |                  |                              | bem tombado pelo CMPHC                                                     |            |
|        | Café Paulo                                        |                  |                              | bem tombado pelo CMPHC                                                     |            |
|        | Calçados Hass                                     |                  |                              | bem tombado pelo CMPHC                                                     |            |
|        | Calçados Jacob                                    |                  |                              | bem tombado pelo CMPHC                                                     |            |
|        | Capela Santa Terezinha                            |                  |                              | bem tombado pelo CMPHC                                                     |            |
|        | Capela Santo Antonio                              |                  |                              | bem tombado pelo CMPHC                                                     |            |
|        | Cartório Fischer                                  |                  |                              | bem tombado pelo CMPHC                                                     |            |
|        | Casa Acauan                                       |                  |                              | bem tombado pelo CMPHC                                                     |            |
|        | Casa Adams                                        |                  |                              | bem tombado pelo CMPHC                                                     |            |
|        | Casa Adams                                        |                  |                              | bem tombado pelo CMPHC                                                     |            |
|        | Casa Albino Momberger (Jacobus)                   |                  |                              | bem tombado pelo CMPHC                                                     |            |
|        | Casa Alessandrini                                 |                  |                              | bem tombado pelo CMPHC                                                     |            |
|        | Casa Alles (Fischer)                              |                  |                              | bem tombado pelo CMPHC                                                     |            |
|        | Casa Aloisio Schmidt                              |                  |                              | bem tombado pelo CMPHC                                                     |            |
|        | Casa Alpes do Vale                                |                  |                              | bem tombado pelo CMPHC                                                     |            |
|        | Casa Anschau                                      |                  |                              | bem tombado pelo CMPHC                                                     |            |
|        | Casa Arthur Momberger (Andiglieri)                |                  |                              | bem tombado pelo CMPHC                                                     |            |
|        | Casa Asta Schmitt                                 |                  |                              | bem tombado pelo CMPHC                                                     |            |
|        | Casa Bassani                                      |                  |                              | bem tombado pelo CMPHC                                                     |            |
|        | Casa Bauer                                        |                  |                              | bem tombado pelo CMPHC                                                     |            |
|        | Casa Beck                                         |                  |                              | bem tombado pelo CMPHC                                                     |            |
|        | Casa Beck                                         |                  |                              | bem tombado pelo CMPHC                                                     |            |
|        | Casa Becker                                       |                  |                              | bem tombado pelo CMPHC                                                     |            |
|        | Casa Becker (Cassel)                              |                  |                              | bem tombado pelo CMPHC                                                     |            |
|        | Casa Bergel                                       |                  |                              | bem tombado pelo CMPHC                                                     |            |
|        | Casa Biagetti                                     |                  |                              | bem tombado pelo CMPHC                                                     |            |
|        | Casa Bloss                                        |                  |                              | bem tombado pelo CMPHC                                                     |            |
|        | Casa Boff                                         |                  |                              | bem tombado pelo CMPHC                                                     |            |
|        | Casa Bohlke                                       |                  |                              | bem tombado pelo CMPHC                                                     |            |
|        | Casa Bohn                                         |                  |                              | bem tombado pelo CMPHC                                                     |            |
|        | Casa Bohn                                         |                  |                              | bem tombado pelo CMPHC                                                     |            |
|        | Casa Borba                                        |                  |                              | bem tombado pelo CMPHC                                                     |            |
|        | Casa Bormann-Wolf                                 |                  |                              | bem tombado pelo CMPHC                                                     |            |
|        | Casa Born                                         |                  |                              | bem tombado pelo CMPHC                                                     |            |
|        | Casa Brandenburger                                |                  |                              | bem tombado pelo CMPHC                                                     |            |
|        | Casa Brandenburger                                |                  |                              | bem tombado pelo CMPHC                                                     |            |
|        | Casa Burger                                       |                  |                              | bem tombado pelo CMPHC                                                     |            |
|        | Casa Bütenbender                                  |                  |                              | bem tombado pelo CMPHC                                                     |            |
|        | Casa Cachapuz                                     |                  |                              | bem tombado pelo CMPHC                                                     |            |
|        | Casa Carlos Momberger                             |                  |                              | bem tombado pelo CMPHC                                                     |            |
|        | Casa Cassel                                       |                  |                              | bem tombado pelo CMPHC                                                     |            |
|        | Casa Conrado Richter                              |                  |                              | bem tombado pelo CMPHC                                                     |            |
|        | Casa Cope                                         |                  |                              | bem tombado pelo CMPHC                                                     |            |
|        | Casa Cunha                                        |                  |                              | bem tombado pelo CMPHC                                                     |            |
|        | Casa Dacota                                       |                  |                              | bem tombado pelo CMPHC                                                     |            |
|        | Casa Daudt                                        |                  |                              | bem tombado pelo CMPHC                                                     |            |
|        | Casa Diefentäler                                  |                  |                              | bem tombado pelo CMPHC                                                     |            |
|        | Casa Dietschi – A                                 |                  |                              | bem tombado pelo CMPHC                                                     |            |
|        | Casa Dietschi – B                                 |                  |                              | bem tombado pelo CMPHC                                                     |            |
|        | Casa Dietschi – C                                 |                  |                              | bem tombado pelo CMPHC                                                     |            |
|        | Casa Dorr                                         |                  |                              | bem tombado pelo CMPHC                                                     |            |
|        | Casa Edwino Momberger                             |                  |                              | bem tombado pelo CMPHC                                                     |            |
|        | Casa Ellwanger                                    |                  |                              | bem tombado pelo CMPHC                                                     |            |
|        | Casa Elwanger                                     |                  |                              | bem tombado pelo CMPHC                                                     |            |
|        | Casa Enck                                         |                  |                              | bem tombado pelo CMPHC                                                     |            |
|        | Casa Enck 2                                       |                  |                              | bem tombado pelo CMPHC                                                     |            |
|        | Casa Engel (Aloísio Daudt)                        |                  |                              | bem tombado pelo CMPHC                                                     |            |
|        | Casa Erni Scheffel                                |                  |                              | bem tombado pelo CMPHC                                                     |            |
|        | Casa Fehse                                        |                  |                              | bem tombado pelo CMPHC                                                     |            |
|        | Casa Feltes                                       |                  |                              | bem tombado pelo CMPHC                                                     |            |
|        | Casa Feltes                                       |                  |                              | bem tombado pelo CMPHC                                                     |            |
|        | Casa Feltes                                       |                  |                              | bem tombado pelo CMPHC                                                     |            |
|        | Casa Fensterseifer                                |                  |                              | bem tombado pelo CMPHC                                                     |            |
|        | Casa Fleck                                        |                  |                              | bem tombado pelo CMPHC                                                     |            |
|        | Casa Flores                                       |                  |                              | bem tombado pelo CMPHC                                                     |            |
|        | Casa Frederico Wingert                            |                  |                              | bem tombado pelo CMPHC                                                     |            |
|        | Casa Friedrich                                    |                  |                              | bem tombado pelo CMPHC                                                     |            |
|        | Casa Friedrich                                    |                  |                              | bem tombado pelo CMPHC                                                     |            |
|        | Casa Friehling                                    |                  |                              | bem tombado pelo CMPHC                                                     |            |
|        | Casa Funck                                        |                  |                              | bem tombado pelo CMPHC                                                     |            |
|        | Casa Futuro                                       |                  |                              | bem tombado pelo CMPHC                                                     |            |
|        | Casa Gammertt                                     |                  |                              | bem tombado pelo CMPHC                                                     |            |
|        | Casa Gehlen                                       |                  |                              | bem tombado pelo CMPHC                                                     |            |
|        | Casa Gehlen                                       |                  |                              | bem tombado pelo CMPHC                                                     |            |
|        | Casa Gehlen                                       |                  |                              | bem tombado pelo CMPHC                                                     |            |
|        | Casa Gerhardt                                     |                  |                              | bem tombado pelo CMPHC                                                     |            |
|        | Casa Gestrich                                     |                  |                              | bem tombado pelo CMPHC                                                     |            |
|        | Casa Grewen                                       |                  |                              | bem tombado pelo CMPHC                                                     |            |
|        | Casa Guilherme Ludwig                             |                  |                              | bem tombado pelo CMPHC                                                     |            |
|        | Casa Guilherme Wingert                            |                  |                              | bem tombado pelo CMPHC                                                     |            |
|        | Casa Haas                                         |                  |                              | bem tombado pelo CMPHC                                                     |            |
|        | Casa Haubert                                      |                  |                              | bem tombado pelo CMPHC                                                     |            |
|        | Casa Hauschild                                    |                  |                              | bem tombado pelo CMPHC                                                     |            |
|        | Casa Hauschild                                    |                  |                              | bem tombado pelo CMPHC                                                     |            |
|        | Casa Heller                                       |                  |                              | bem tombado pelo CMPHC                                                     |            |
|        | Casa Henemann                                     |                  |                              | bem tombado pelo CMPHC                                                     |            |
|        | Casa Hexsel – Kunz                                |                  |                              | bem tombado pelo CMPHC                                                     |            |
|        | Casa Huyer                                        |                  |                              | bem tombado pelo CMPHC                                                     |            |
|        | Casa Ignácio Plangg                               |                  |                              | bem tombado pelo CMPHC                                                     |            |
|        | Casa Jacobs                                       |                  |                              | bem tombado pelo CMPHC                                                     |            |
|        | Casa Johann                                       |                  |                              | bem tombado pelo CMPHC                                                     |            |
|        | Casa Joner 1                                      |                  |                              | bem tombado pelo CMPHC                                                     |            |
|        | Casa Juchen                                       |                  |                              | bem tombado pelo CMPHC                                                     |            |
|        | Casa Juchen                                       |                  |                              | bem tombado pelo CMPHC                                                     |            |
|        | Casa Kalfelz                                      |                  |                              | bem tombado pelo CMPHC                                                     |            |
|        | Casa Klein                                        |                  |                              | bem tombado pelo CMPHC                                                     |            |
|        | Casa Klein                                        |                  |                              | bem tombado pelo CMPHC                                                     |            |
|        | Casa Ko-Freitag                                   |                  |                              | bem tombado pelo CMPHC                                                     |            |
|        | Casa Korndorfer                                   |                  |                              | bem tombado pelo CMPHC                                                     |            |
|        | Casa Kotz                                         |                  |                              | bem tombado pelo CMPHC                                                     |            |
|        | Casa Kraemer                                      |                  |                              | bem tombado pelo CMPHC                                                     |            |
|        | Casa Kraemer                                      |                  |                              | bem tombado pelo CMPHC                                                     |            |
|        | Casa Kroeff-Ody – A                               |                  |                              | bem tombado pelo CMPHC                                                     |            |
|        | Casa Kroeff-Ody – B                               |                  |                              | bem tombado pelo CMPHC                                                     |            |
|        | Casa Lackmann                                     |                  |                              | bem tombado pelo CMPHC                                                     |            |
|        | Casa Lamp                                         |                  |                              | bem tombado pelo CMPHC                                                     |            |
|        | Casa Land                                         |                  |                              | bem tombado pelo CMPHC                                                     |            |
|        | Casa Lanzer-Siegle                                |                  |                              | bem tombado pelo CMPHC                                                     |            |
|        | Casa Lauffer                                      |                  |                              | bem tombado pelo CMPHC                                                     |            |
|        | Casa Lauffer                                      |                  |                              | bem tombado pelo CMPHC                                                     |            |
|        | Casa Leopoldo Engel                               |                  |                              | bem tombado pelo CMPHC                                                     |            |
|        | Casa Leyser-Höher                                 |                  |                              | bem tombado pelo CMPHC                                                     |            |
|        | Casa Lichtler                                     |                  |                              | bem tombado pelo CMPHC                                                     |            |
|        | Casa Lindemayer                                   |                  |                              | bem tombado pelo CMPHC                                                     |            |
|        | Casa Lorenz                                       |                  |                              | bem tombado pelo CMPHC                                                     |            |
|        | Casa Lux                                          |                  |                              | bem tombado pelo CMPHC                                                     |            |
|        | Casa Martin                                       |                  |                              | bem tombado pelo CMPHC                                                     |            |
|        | Casa Martins                                      |                  |                              | bem tombado pelo CMPHC                                                     |            |
|        | Casa Matte                                        |                  |                              | bem tombado pelo CMPHC                                                     |            |
|        | Casa Maus                                         |                  |                              | bem tombado pelo CMPHC                                                     |            |
|        | Casa Michel                                       |                  |                              | bem tombado pelo CMPHC                                                     |            |
|        | Casa Moehlecke                                    |                  |                              | bem tombado pelo CMPHC                                                     |            |
|        | Casa Momberger 1                                  |                  |                              | bem tombado pelo CMPHC                                                     |            |
|        | Casa Momberger 2                                  |                  |                              | bem tombado pelo CMPHC                                                     |            |
|        | Casa Mora                                         |                  |                              | bem tombado pelo CMPHC                                                     |            |
|        | Casa Morbach                                      |                  |                              | bem tombado pelo CMPHC                                                     |            |
|        | Casa Myllius (Lipp)                               |                  |                              | bem tombado pelo CMPHC                                                     |            |
|        | Casa Müller                                       |                  |                              | bem tombado pelo CMPHC                                                     |            |
|        | Casa Müller                                       |                  |                              | bem tombado pelo CMPHC                                                     |            |
|        | Casa Nicolau Becker (Ludwig)                      |                  |                              | bem tombado pelo CMPHC                                                     |            |
|        | Casa Nicolau Schmitt                              |                  |                              | bem tombado pelo CMPHC                                                     |            |
|        | Casa Nono                                         |                  |                              | bem tombado pelo CMPHC                                                     |            |
|        | Casa Noschang                                     |                  |                              | bem tombado pelo CMPHC                                                     |            |
|        | Casa Olga Rech                                    |                  |                              | bem tombado pelo CMPHC                                                     |            |
|        | Casa Ondere Scheffel                              |                  |                              | bem tombado pelo CMPHC                                                     |            |
|        | Casa Orestes Travi                                |                  |                              | bem tombado pelo CMPHC                                                     |            |
|        | Casa Oscar Brenner                                |                  |                              | bem tombado pelo CMPHC                                                     |            |
|        | Casa Ott                                          |                  |                              | bem tombado pelo CMPHC                                                     |            |
|        | Casa Paquetá                                      |                  |                              | bem tombado pelo CMPHC                                                     |            |
|        | Casa Paroquial Comunidade Católica                |                  |                              | bem tombado pelo CMPHC                                                     |            |
|        | Casa Paroquial Comunidade Evangélica              |                  |                              | bem tombado pelo CMPHC                                                     |            |
|        | Casa Paroquial da Comunidade Evangélica           |                  |                              | bem tombado pelo CMPHC                                                     |            |
|        | Casa Pereira                                      |                  |                              | bem tombado pelo CMPHC                                                     |            |
|        | Casa Petry                                        |                  |                              | bem tombado pelo CMPHC                                                     |            |
|        | Casa Pilger                                       |                  |                              | bem tombado pelo CMPHC                                                     |            |
|        | Casa Pilmato                                      |                  |                              | bem tombado pelo CMPHC                                                     |            |
|        | Casa Pitanti                                      |                  |                              | bem tombado pelo CMPHC                                                     |            |
|        | Casa Plentz                                       |                  |                              | bem tombado pelo CMPHC                                                     |            |
|        | Casa Plínio Arlindo                               |                  |                              | bem tombado pelo CMPHC                                                     |            |
|        | Casa Presser                                      |                  | 29° 40′ 25″ S, 51° 06′ 35″ O | bem tombado pelo IPHAN                                                     |            |
|        | Casa Prestes                                      |                  |                              | bem tombado pelo CMPHC                                                     |            |
|        | Casa Rech – Kley                                  |                  |                              | bem tombado pelo CMPHC                                                     |            |
|        | Casa Richter                                      |                  |                              | bem tombado pelo CMPHC                                                     |            |
|        | Casa Rick                                         |                  |                              | bem tombado pelo CMPHC                                                     |            |
|        | Casa Riebes                                       |                  |                              | bem tombado pelo CMPHC                                                     |            |
|        | Casa Roque Kalfelz                                |                  |                              | bem tombado pelo CMPHC                                                     |            |
|        | Casa Rugard Scheffel                              |                  |                              | bem tombado pelo CMPHC                                                     |            |
|        | Casa Röese                                        |                  |                              | bem tombado pelo CMPHC                                                     |            |
|        | Casa Saft                                         |                  |                              | bem tombado pelo CMPHC                                                     |            |
|        | Casa Santos                                       |                  |                              | bem tombado pelo CMPHC                                                     |            |
|        | Casa Schaefer                                     |                  |                              | bem tombado pelo CMPHC                                                     |            |
|        | Casa Schaeffer (Metzler)                          |                  |                              | bem tombado pelo CMPHC                                                     |            |
|        | Casa Schaly-Geib                                  |                  |                              | bem tombado pelo CMPHC                                                     |            |
|        | Casa Scherer                                      |                  |                              | bem tombado pelo CMPHC                                                     |            |
|        | Casa Scherer                                      |                  |                              | bem tombado pelo CMPHC                                                     |            |
|        | Casa Schmidt                                      |                  |                              | bem tombado pelo CMPHC                                                     |            |
|        | Casa Schmitt                                      |                  |                              | bem tombado pelo CMPHC                                                     |            |
|        | Casa Schmitt                                      |                  |                              | bem tombado pelo CMPHC                                                     |            |
|        | Casa Schneider                                    |                  |                              | bem tombado pelo CMPHC                                                     |            |
|        | Casa Schneider (Pilger)                           |                  |                              | bem tombado pelo CMPHC                                                     |            |
|        | Casa Schneider 2                                  |                  |                              | bem tombado pelo CMPHC                                                     |            |
|        | Casa Schuch 1                                     |                  |                              | bem tombado pelo CMPHC                                                     |            |
|        | Casa Schuch 2                                     |                  |                              | bem tombado pelo CMPHC                                                     |            |
|        | Casa Schutz                                       |                  |                              | bem tombado pelo CMPHC                                                     |            |
|        | Casa Schwan                                       |                  |                              | bem tombado pelo CMPHC                                                     |            |
|        | Casa Schöer                                       |                  |                              | bem tombado pelo CMPHC                                                     |            |
|        | Casa Seibert                                      |                  |                              | bem tombado pelo CMPHC                                                     |            |
|        | Casa Show Time                                    |                  |                              | bem tombado pelo CMPHC                                                     |            |
|        | Casa Silva                                        |                  |                              | bem tombado pelo CMPHC                                                     |            |
|        | Casa Silva                                        |                  |                              | bem tombado pelo CMPHC                                                     |            |
|        | Casa Silva                                        |                  |                              | bem tombado pelo CMPHC                                                     |            |
|        | Casa Silva                                        |                  |                              | bem tombado pelo CMPHC                                                     |            |
|        | Casa Silva                                        |                  |                              | bem tombado pelo CMPHC                                                     |            |
|        | Casa Simon                                        |                  |                              | bem tombado pelo CMPHC                                                     |            |
|        | Casa Snel                                         |                  |                              | bem tombado pelo CMPHC                                                     |            |
|        | Casa Souza                                        |                  |                              | bem tombado pelo CMPHC                                                     |            |
|        | Casa Sperb                                        |                  |                              | bem tombado pelo CMPHC                                                     |            |
|        | Casa Sperb 1                                      |                  |                              | bem tombado pelo CMPHC                                                     |            |
|        | Casa Sperb 1 (Ventre)                             |                  |                              | bem tombado pelo CMPHC                                                     |            |
|        | Casa Sperb 2                                      |                  |                              | bem tombado pelo CMPHC                                                     |            |
|        | Casa Steigleder                                   |                  |                              | bem tombado pelo CMPHC                                                     |            |
|        | Casa Streit                                       |                  |                              | bem tombado pelo CMPHC                                                     |            |
|        | Casa Strimitzer                                   |                  |                              | bem tombado pelo CMPHC                                                     |            |
|        | Casa Tag                                          |                  |                              | bem tombado pelo CMPHC                                                     |            |
|        | Casa Theobaldo Weissheimer                        |                  |                              | bem tombado pelo CMPHC                                                     |            |
|        | Casa Thon                                         |                  |                              | bem tombado pelo CMPHC                                                     |            |
|        | Casa Travi                                        |                  |                              | bem tombado pelo CMPHC                                                     |            |
|        | Casa Triebsses                                    |                  |                              | bem tombado pelo CMPHC                                                     |            |
|        | Casa Vier                                         |                  |                              | bem tombado pelo CMPHC                                                     |            |
|        | Casa Viganigo                                     |                  |                              | bem tombado pelo CMPHC                                                     |            |
|        | Casa Weiand                                       |                  |                              | bem tombado pelo CMPHC                                                     |            |
|        | Casa Weick                                        |                  |                              | bem tombado pelo CMPHC                                                     |            |
|        | Casa Weidle                                       |                  |                              | bem tombado pelo CMPHC                                                     |            |
|        | Casa Weissheimer                                  |                  |                              | bem tombado pelo CMPHC                                                     |            |
|        | Casa Werno Weber                                  |                  |                              | bem tombado pelo CMPHC                                                     |            |
|        | Casa Winck                                        |                  |                              | bem tombado pelo CMPHC                                                     |            |
|        | Casa Winckler                                     |                  |                              | bem tombado pelo CMPHC                                                     |            |
|        | Casa Wolf                                         |                  |                              | bem tombado pelo CMPHC                                                     |            |
|        | Casa Zambeli                                      |                  |                              | bem tombado pelo CMPHC                                                     |            |
|        | Casa Zambelli                                     |                  |                              | bem tombado pelo CMPHC                                                     |            |
|        | Casa Zottmann                                     |                  |                              | bem tombado pelo CMPHC                                                     |            |
|        | Casa Zottmann-Zinck                               |                  |                              | bem tombado pelo CMPHC                                                     |            |
|        | Casa Zucolotto                                    |                  |                              | bem tombado pelo CMPHC                                                     |            |
|        | Casa da Lira                                      |                  |                              | bem tombado pelo CMPHC                                                     |            |
|        | Casa das Freiras (ano lotação 66)                 |                  |                              | bem tombado pelo CMPHC                                                     |            |
|        | Casa dos Cavalos                                  |                  |                              | bem tombado pelo CMPHC                                                     |            |
|        | Casa no Meio do Mato                              |                  |                              | bem tombado pelo CMPHC                                                     |            |
|        | Casa scherer                                      |                  |                              | bem tombado pelo CMPHC                                                     |            |
|        | Casa Übel                                         |                  |                              | bem tombado pelo CMPHC                                                     |            |
|        | Cavalinho Branco                                  |                  |                              | bem tombado pelo CMPHC                                                     |            |
|        | Centro de Convivência – Escola Santa Catarina     |                  |                              | bem tombado pelo CMPHC                                                     |            |
|        | Centro de Cultura Parahim Lustosa                 |                  |                              | bem tombado pelo CMPHC                                                     |            |
|        | Cia de Esmaltados Rio Grandense S.A.              |                  |                              | bem tombado pelo CMPHC                                                     |            |
|        | Cine Aida                                         |                  |                              | bem tombado pelo CMPHC                                                     |            |
|        | Cinema Lumiere                                    |                  |                              | bem tombado pelo CMPHC                                                     |            |
|        | Clínica Doutor Léo Adams                          |                  |                              | bem tombado pelo CMPHC                                                     |            |
|        | Clínica Doutor Selbach                            |                  |                              | bem tombado pelo CMPHC                                                     |            |
|        | Colégio Pasqualini                                |                  |                              | bem tombado pelo CMPHC                                                     |            |
|        | Colégio Pindorama – A                             |                  |                              | bem tombado pelo CMPHC                                                     |            |
|        | Colégio Pindorama – B                             |                  |                              | bem tombado pelo CMPHC                                                     |            |
|        | Colégio Pindorama – Biblioteca                    |                  |                              | bem tombado pelo CMPHC                                                     |            |
|        | Colégio São Luiz                                  |                  |                              | bem tombado pelo CMPHC                                                     |            |
|        | Corpo de Bombeiros                                |                  |                              | bem tombado pelo CMPHC                                                     |            |
|        | Curtume Engel                                     |                  |                              | bem tombado pelo CMPHC                                                     |            |
|        | Curtume Posada                                    |                  |                              | bem tombado pelo CMPHC                                                     |            |
|        | Curtume Posada                                    |                  |                              | bem tombado pelo CMPHC                                                     |            |
|        | Curtume Posada – Casa Anexa                       |                  |                              | bem tombado pelo CMPHC                                                     |            |
|        | Curtume Posada – Casa Anexa                       |                  |                              | bem tombado pelo CMPHC                                                     |            |
|        | Câmara de Dirigentes Logistas de NH               |                  |                              | bem tombado pelo CMPHC                                                     |            |
|        | Depósito Kunz-Viellitz                            |                  |                              | bem tombado pelo CMPHC                                                     |            |
|        | Edifício EBCT                                     |                  |                              | bem tombado pelo CMPHC                                                     |            |
|        | Edifício Eva Schinke                              |                  |                              | bem tombado pelo CMPHC                                                     |            |
|        | Edifício Kiefer                                   |                  |                              | bem tombado pelo CMPHC                                                     |            |
|        | Edifício Minuano                                  |                  |                              | bem tombado pelo CMPHC                                                     |            |
|        | Edifício Momberger                                |                  |                              | bem tombado pelo CMPHC                                                     |            |
|        | Edifício São João                                 |                  |                              | bem tombado pelo CMPHC                                                     |            |
|        | Elhitas                                           |                  |                              | bem tombado pelo CMPHC                                                     |            |
|        | Empresa – 5904900 Claudenir                       |                  |                              | bem tombado pelo CMPHC                                                     |            |
|        | Escola Meyer                                      |                  |                              | bem tombado pelo CMPHC                                                     |            |
|        | Escola Meyer Lomba Grande                         |                  |                              | bem tombado pelo CMPHC                                                     |            |
|        | Escola Municipal São Jacó                         |                  |                              | bem tombado pelo CMPHC                                                     |            |
|        | Escola SENAI                                      |                  |                              | bem tombado pelo CMPHC                                                     |            |
|        | Escolinha de Arte                                 |                  |                              | bem tombado pelo CMPHC                                                     |            |
|        | Farmácia Capilé                                   |                  |                              | bem tombado pelo CMPHC                                                     |            |
|        | Formas Kunz                                       |                  |                              | bem tombado pelo CMPHC                                                     |            |
|        | Fundação Evangélica                               |                  |                              | bem tombado pelo CMPHC                                                     |            |
|        | Fábrica de Calçados Adams                         |                  |                              | bem tombado pelo CMPHC                                                     |            |
|        | Fábrica de Molduras Alles                         |                  |                              | bem tombado pelo CMPHC                                                     |            |
|        | Grêmio Atiradores de Novo Hamburgo                |                  |                              | bem tombado pelo CMPHC                                                     |            |
|        | Hotel Doepre                                      |                  |                              | bem tombado pelo CMPHC                                                     |            |
|        | Hotel Doepre                                      |                  |                              | bem tombado pelo CMPHC                                                     |            |
|        | Hotel Real                                        |                  |                              | bem tombado pelo CMPHC                                                     |            |
|        | Igreja Católica de Lomba Grande                   |                  |                              | bem tombado pelo CMPHC                                                     |            |
|        | Igreja Evangélica Ascenção                        |                  |                              | bem tombado pelo CMPHC                                                     |            |
|        | Igreja Evangélica Luterana São Paulo              |                  |                              | bem tombado pelo CMPHC                                                     |            |
|        | Igreja Evangélica de Lomba Grande                 |                  |                              | bem tombado pelo CMPHC                                                     |            |
|        | Igreja Luterana Lomba Grande                      |                  | 29° 45′ 27″ S, 51° 02′ 29″ O | bem tombado pelo CMPHC                                                     |            |
|        | Igreja São João do Deserto                        |                  |                              | bem tombado pelo CMPHC                                                     |            |
|        | Igreja Três Reis Magos                            |                  | 29° 40′ 28″ S, 51° 06′ 43″ O | bem tombado pelo IPHAN                                                     |            |
|        | Igreja da Ascensão                                |                  |                              | bem tombado pelo CMPHC                                                     |            |
|        | Igreja de Nossa Senhora da Piedade                |                  | 29° 40′ 38″ S, 51° 06′ 44″ O | bem tombado pelo IPHAN                                                     |            |
|        | Imóvel Rural                                      |                  |                              | bem tombado pelo CMPHC                                                     |            |
|        | Imóvel à Av. Gal. Daltro Filho, nº 1141           |                  |                              | bem tombado pelo CMPHC                                                     |            |
|        | Imóvel à Estrada Afonso Strack, nº 5000           |                  |                              | bem tombado pelo CMPHC                                                     |            |
|        | Imóvel à Estrada Francisco Waldemar Boher, nº 338 |                  |                              | bem tombado pelo CMPHC                                                     |            |
|        | Imóvel à Estrada Francisco Waldemar Boher, nº 915 |                  |                              | bem tombado pelo CMPHC                                                     |            |
|        | Imóvel à Estrada do Quilombo, nº 2000             |                  |                              | bem tombado pelo CMPHC                                                     |            |
|        | Imóvel à Rua Bento Gonçalves, nº 2646             |                  |                              | bem tombado pelo CMPHC                                                     |            |
|        | Katy Calçados                                     |                  |                              | bem tombado pelo CMPHC                                                     |            |
|        | Laboratório Alfa                                  |                  |                              | bem tombado pelo CMPHC                                                     |            |
|        | Lar da Menina                                     |                  | 29° 40′ 29″ S, 51° 06′ 42″ O | bem tombado pelo CMPHC                                                     |            |
|        | Loja Berner                                       |                  |                              | bem tombado pelo CMPHC                                                     |            |
|        | Metalúrgica Daudt & Falkenbach                    |                  |                              | bem tombado pelo CMPHC                                                     |            |
|        | Moda Masculina Ruschel                            |                  |                              | bem tombado pelo CMPHC                                                     |            |
|        | Monumento ao Imigrante                            |                  | 29° 40′ 19″ S, 51° 06′ 51″ O | bem tombado pelo CMPHC                                                     |            |
|        | Multiclina 5945533                                |                  |                              | bem tombado pelo CMPHC                                                     |            |
|        | Museu Comunitário Casa Schmitt-Presser            | 1992             | 29° 40′ 25″ S, 51° 06′ 34″ O | Património de Influência Portuguesa (base de dados) bem tombado pelo IPHAN |            |
|        | Olaria Diehl                                      |                  |                              | bem tombado pelo CMPHC                                                     |            |
|        | Orquestra de Sopros de NH                         |                  |                              | bem tombado pelo CMPHC                                                     |            |
|        | Otomit – Prédio Antigo                            |                  |                              | bem tombado pelo CMPHC                                                     |            |
|        | Padaria Modelo – Porão                            |                  |                              | bem tombado pelo CMPHC                                                     |            |
|        | Padaria Reiss                                     |                  |                              | bem tombado pelo CMPHC                                                     |            |
|        | Padaria São José                                  |                  |                              | bem tombado pelo CMPHC                                                     |            |
|        | Posto Engel                                       |                  |                              | bem tombado pelo CMPHC                                                     |            |
|        | Posto de Gasolina                                 |                  |                              | bem tombado pelo CMPHC                                                     |            |
|        | Prédio ao lado do Correio                         |                  |                              | bem tombado pelo CMPHC                                                     |            |
|        | Restaurante (Kraemer) Vies                        |                  |                              | bem tombado pelo CMPHC                                                     |            |
|        | Ruval Modas                                       |                  |                              | bem tombado pelo CMPHC                                                     |            |
|        | SEMEC II                                          |                  | 29° 41′ 06″ S, 51° 07′ 50″ O | bem tombado pelo CMPHC                                                     |            |
|        | Salão Algayer                                     |                  |                              | bem tombado pelo CMPHC                                                     |            |
|        | Salão Paroquial da Comunidade Evangélica          |                  |                              | bem tombado pelo CMPHC                                                     |            |
|        | Salão Schmitt-Streb                               |                  |                              | bem tombado pelo CMPHC                                                     |            |
|        | Salão de Baile Canudos                            |                  |                              | bem tombado pelo CMPHC                                                     |            |
|        | Sociedade Cruzeiro do Sul                         |                  |                              | bem tombado pelo CMPHC                                                     |            |
|        | Sociedade Frohsinn                                |                  |                              | bem tombado pelo CMPHC                                                     |            |
|        | Sociedade Ginástica                               |                  |                              | bem tombado pelo CMPHC                                                     |            |
|        | Sociedade Ginástica de NH                         |                  |                              | bem tombado pelo CMPHC                                                     |            |
|        | Sociedade de Cantores Palestrina                  |                  |                              | bem tombado pelo CMPHC                                                     |            |
|        | Solar dos Kroeff                                  |                  | 29° 43′ 04″ S, 51° 08′ 09″ O | bem tombado pelo CMPHC                                                     |            |
|        | Tipografia Saile                                  |                  |                              | bem tombado pelo CMPHC                                                     |            |
|        | Túnel do Tempo                                    |                  |                              | bem tombado pelo CMPHC                                                     |            |
|        | UBS – Centro                                      |                  |                              | bem tombado pelo CMPHC                                                     |            |
|        | Zoo Calçados                                      |                  |                              | bem tombado pelo CMPHC                                                     |            |
|        | Órgãos Bohn                                       |                  |                              | bem tombado pelo CMPHC                                                     |            |

∑ 325 items.